# Passo di Monte Giovo
Il passo di Monte Giovo (Jaufenpass in tedesco - 2.094 m. s.l.m.) è un valico alpino delle Alpi Retiche orientali, in provincia di Bolzano, che mette in comunicazione la val Passiria e i centri di Merano e San Leonardo in Passiria con l'alta valle Isarco (e in particolare il centro di Vipiteno).
Dal punto di vista orografico divide le Alpi dello Stubai a nord-ovest dalle Alpi Sarentine a sud-est. I suoi versanti sono caratterizzati dalla presenza di fitti boschi d'abeti e di pascoli nella zona più alta, e non sono abitati se non fino ai 1200 metri di quota circa.
È stato percorso dal Giro d'Italia 1994 in una tappa di montagna con arrivo a Merano che ha visto l'affermazione di Marco Pantani in fuga proprio sul Passo.

## Altri progetti

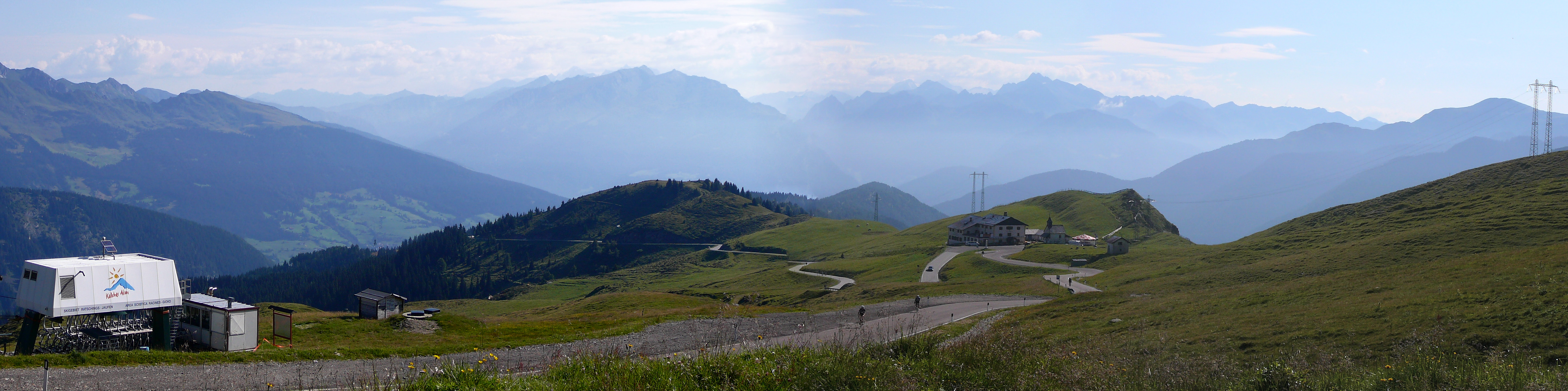
Vista dal Passo Giovo sul versante est, verso Vipiteno.